# Brian Patrick McGuire
Brian Patrick McGuire (født 2. november 1946 i Honolulu, Hawaii) er en amerikansk-dansk professor emeritus i historie, forfatter og foredragsholder.

## Familie
Han er søn af sportsjournalist og publicist Dan Francis McGuire (1917-83) og gymnasielærer Phyllis Evelyn Goemmer (1916-2009), det fjerde af ni børn. Han blev 3. januar 1970 gift med Ann Kirstin Pedersen (født 1947) og i 1980 adopterede parret en søn fra Seoul, Korea. 

## Uddannelse og akademisk karriere
McGuire blev B.A. i historie og latin fra University of California at Berkeley, 1968, med årets højeste karaktergennemsnit. 1971 fik han graden D.Phil, som Fulbright Scholar ved Balliol College, Oxford University England, her arbejdede han under Sir Richard Southern. I 1970 blev han tutor i græsk, fransk og ”the great books of Western civilisation” på Saint John’s College, Annapolis, Maryland.
I 1971 emigrerede han til Danmark og arbejdede for Brüel & Kjær i Nærum, og fra 1971-72 var han lærer på Vesterbros Studenterkursus. Skiftede til Københavns Universitet, var her kandidatstipendiat på Historisk Institut i perioden 1972-74. Blev i 1976 dansk statsborger.
Fortsatte på Københavns Universitet i perioden 1975-96, først som adjunkt, senere som lektor, på Institut for græsk og latinsk middelalderfilologi (senere Institut for græsk og latin). 
Brian Patrick McGuire blev i 1996 professor i middelalderhistorie, på Roskilde Universitet. Arbejde der frem til 2011.
I 2005 udgav han Den levende middelalder, der samme år fik en andenplads til Dansk Historisk Fællesråds prisuddeling Årets historiske bog i 2005.
I 2011 blev han valgt ”Corresponding Fellow of the Medieval Academy of America”. Siden 2012 er han professor emeritus i historie.

## Græsrodsaktivitet
Sammen med hustruen Ann Pedersen grundlagde McGuire i 1985 Jyderup flygtningevenner, og fra 1986-1995 var han næstformand og talsperson for Landsforeningen af danske flygtningevenner. 
Han fik i 1987 PH-prisen og i 1993 Retspolitisk Forenings Pris.